# Mike Wood
Mike Wood, född 3 mars 1946 är en brittisk politiker (Labour). Wood var parlamentsledamot för valkretsen Batley and Spen 1997–2015. Han efterträddes av Jo Cox.
Han tillhör partiets vänsterfalang och ingår i Socialist Campaign Group.